# Куниберти, Витторио
Витторио Куниберти (итал. Vittorio Emilio Cuniberti, 6 июня 1854, Турин — 20 декабря 1913, Рим) — итальянский морской офицер, инженер-кораблестроитель. Оказал заметное влияние на развитие теории линкора-дредноута.

## Биография
Витторио Куниберти родился 6 июня 1854 года в городе Турине.

Схема идеального линкора для британского флота предложенная Куниберти в 1903 году

В английском ежегодном издании «Jane’s Fighting Ships» за 1903 год была опубликована статья Куниберти, озаглавленная «An ideal Battleship for the British Navy» («Идеальный линкор для британского флота»). В ней автор отстаивал идею корабля водоизмещением 17 000 тонн, нёсшего единое вооружение из 12 12-дюймовых орудий, имевшего скорость в 24 узла, и бронирование вдоль ватерлинии, равное 305 миллиметрам (то есть равное калибру орудий). Артиллерию главного калибра предлагалось разместить в четырёх двухорудийных башнях в оконечностях и бортах, оставшиеся четыре орудия — в четырёх бортовых башнях.
Статья вызвала широкий резонанс в британских военно-морских кругах, однако не оказала определяющее влияние на британскую конструкторскую мысль так как пришла к тем же, что и у британцев, выводам.
Витторио Куниберти умер 20 декабря 1913 года в городе Риме.